# 베닌 제국의 국기
'베닌 제국의 국기'는 1897년 영국의 베닌 원정 이후 영국으로 가져와진 정체불명의 서아프리카 국기이다. 서아프리카인들이 국기를 만든 사람을 포함하여 국기의 기원에 대한 논쟁이 존재한다.

## 역사
History Today의 딘 니콜라스는 "이 깃발의 기원이나 의미에 대해서는 알려진 바가 거의 없으며, 이 깃발이 이세크리인에게서 유래한 것으로 여겨지지만 베닌 제국에 속하거나 사용되었는지도 거의 알려져 있지 않다."라고 말했다. 영국 국립해양박물관 내에 있는 그리니치 왕립박물관에 따르면 이 깃발은 1897년 베닌 제국에 대한 원정에 참가했던 왕립 해군 장교 프란시스 윌리엄 케네디가 영국으로 가져왔다고 한다.

국립해양박물관의 원본 깃발

이 깃발은 런던 그리니치 국립해양박물관에 있으며 박물관 설명에 따르면 이 깃발은 아마도 이세크리의 깃발이며 이세크리인들은 내륙 베닌의 에도인과 해안의 유럽인들 사이에서 중개자 역할을 했다.
베냉 원정대는 베냉의 오바 군대가 니제르 해안 보호국을 섬기는 영국인을 공격한 것에 대한 보복으로 시작되었다. 이 작전은 해리 홀드스워스 로손 C.B. 소장의 지휘 하에 지역 병력 및 지역 함대와 함께 해군 및 군사 연합 작전이었다. 원정대의 주요 부대가 베냉으로 진군하는 동안 과토(Guato) 와 사포바르(Sapobar) 마을은 분리군의 공격을 받았습니다. 마을이 함락되어 실수로 불에 탔다. 오바 오라미(Oba Overami)는 칼라바르(Calabar)로 추방되어 1914년 그곳에서 사망했다. 유명한 베냉 장식판은 영국군에 의해 배상금으로 철거되었다.
적어도 2009년부터 이 깃발은 독특하고 매우 독특한 그래픽 디자인으로 주목을 받아왔다.
국립해양박물관에는 F. W. 케네디가 회수한 이세키리 추장이자 상인인 나나 올로무(Nana Olomu)의 개인 깃발이 보관되어 있다.